# Оттон I Великий

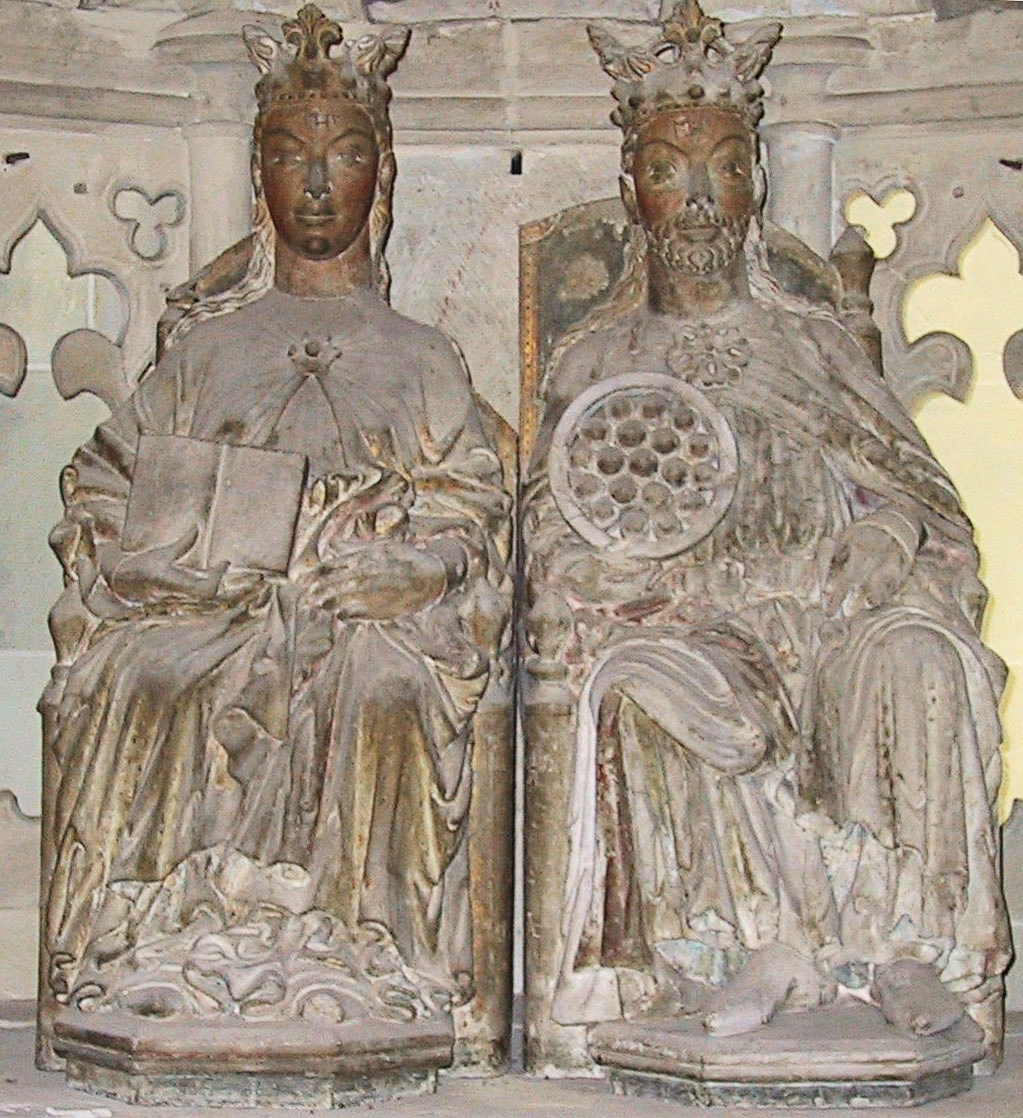
Оттон I Великий и Эдит Английская. Скульптура из Магдебургского собора, 1250 г.

Отто́н I Вели́кий (нем. Otto I der Große; 23 ноября 912, Валльхаузен — 7 мая 973, Мемлебен) — герцог Саксонии (под именем Оттон II) в 936—961 годах, король Германии с 936 года, король Италии с 961 года, основатель и первый император Священной Римской империи с 962 года.
Оттон — сын короля Германии Генриха I Птицелова и Матильды Вестфальской. Унаследовав Саксонское герцогство и Германское королевство после смерти отца в 936 году, Оттон I Великий продолжил политику своего отца по объединению всех германских племён в единое государство и значительно расширил полномочия короля за счёт аристократии. Благодаря династическим бракам и назначениям родственников на важные должности, Оттон поставил под контроль членов своей семьи самые крупные герцогства королевства, что превратило различных германских владетелей, ранее равных полномочиями королю, в находившихся под его властью подданных. Для укрепления королевской власти, Оттон преобразовал христианскую церковь в Германии и подчинил её духовенство своему личному контролю.
После подавления короткой гражданской войны между мятежными герцогствами, Оттон I Великий разгромил в 955 году мадьяр в битве при Лехфельде, положив тем самым конец вторжениям венгров в Западную Европу. Победа над языческими мадьярами принесла Оттону репутацию спасителя христианского мира и закрепила его власть над королевством.
В 961 году Оттон I Великий завоевал Итальянское королевство. Покровительство Оттона и его непосредственных преемников способствовало так называемому «оттоновскому возрождению» искусства и архитектуры. Следуя примеру коронации Карла Великого как «императора римлян» в 800 году, Оттон был коронован императором Священной Римской Империи в 962 году папой Иоанном XII в Риме.
Последние годы жизни Оттона I Великого были отмечены конфликтами с папством и борьбой за укрепление его власти в Италии. Правя из Рима, Оттон стремился улучшить отношения с Византией, выступавшей против его притязаний на императорство и дальнейшего расширения германских владений на юг. Чтобы разрешить этот конфликт, византийская принцесса Феофано в апреле 972 года вышла замуж за наследника престола Оттона II Рыжего. В конце концов, император Оттон в августе 972 года вернулся в Германию и умер в Мемлебене в мае 973 года. Оттон II сменил его на престоле Священной Римской империи.

## Биография

### Начало правления
В 24 года Оттон был возведён на престол Германского государства; он получил имя в честь деда, дожившего до рождения внука (912 год). К шестнадцати годам, в 929 году, он вступил в брак с Эдит — дочерью англосаксонского короля Эдуарда. Он научился читать только после смерти своей супруги. Саксонский историк отметил его способности к чтению: «Быстро стал читать и понимать прочитанное»; кроме того, он умел объясняться на славянском и романском языках. У Оттона была внешность отца, его наклонности и характер: он был таким же страстным охотником и так же общителен, но его стремления были более возвышенны, он считал себя как бы «порфирородным», смотрел на своё королевское призвание глубоко и серьёзно, постоянно постился перед днями, когда ему необходимо было явиться перед народом с венцом на голове.
Съезд князей, где его избрание должно было получить окончательную санкцию, был созван на франкской территории, в Ахене. Пышная обстановка избрания указывала, в какой степени успела утвердиться королевская власть: при избрании присутствовали герцоги, многие из знати и множество народа. После того как князья, то есть светская знать, возвели и посадили его на трон, воздвигнутый в зале, соединявшей дворец с собором, архиепископ Майнцский представил собравшейся в соборе толпе «избранного Богом, некогда назначенного могущественным владыкой Генрихом, ныне властвующего над всеми князьями короля Оттона…». Затем архиепископами Майнцским и Кёльнским было совершено коронование; за ним последовало миропомазание. Во время коронационного пира, королю за столом служили герцоги: Гизельберт Лотарингский, Эберхард Франконский (брат Конрада I), Герман Швабский, Арнульф Баварский. Между ними на торжестве были распределены высшие придворные должности.

### Восстание Эберхарда Франконского и Гизельберта Лотарингского

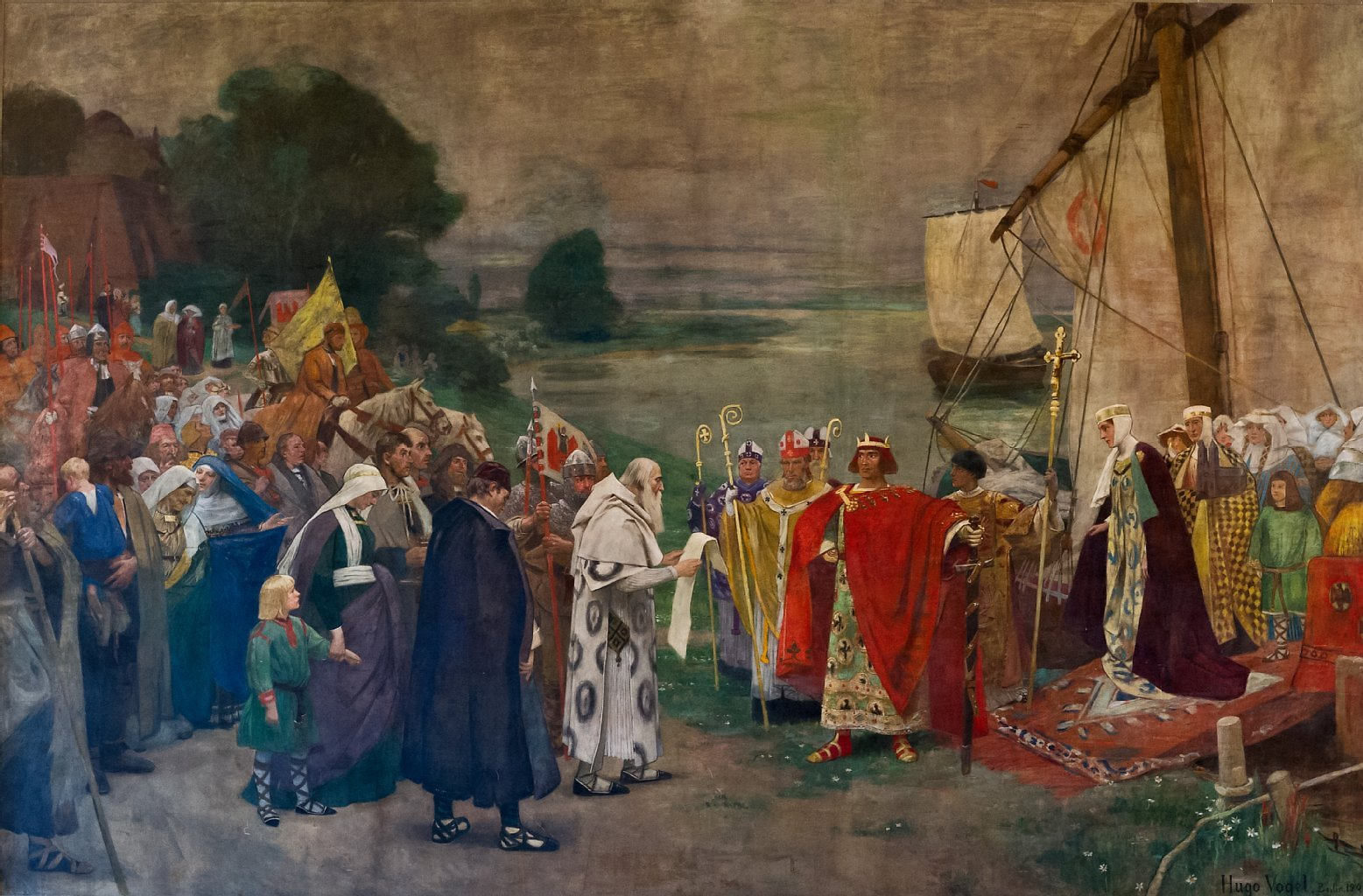
«Прибытие Оттона I с королевой Эдит и придворными в Магдебург в сентябре 937 г.» Худ. Гуго Фогель (1898)

Вторжения славян и венгров, желавших воспользоваться переменой царствования, были удачно отражены; при этом венгры даже не достигли границ Саксонии. Первый повод к смутам, наполнившим ближайшие годы, подала исконная племенная зависть между франконской и саксонской знатью. Последняя решила, что нынешний король недаром избран из саксонского племени, и на этом основании многие саксонские вассалы отказывались служить своим франконским сеньорам. Между тем, как Оттон был занят умиротворением Баварии, где он заменил мятежного герцога Эберхарда, (сына Арнульфа) на его дядю Бертольда, другой Эберхард, герцог Франконский, задумав обуздать одного из своих мятежных саксонских вассалов, приказал сжечь его город. Король наказал Эберхарда Франконского за самовольную расправу, наложив на него штраф в 100 фунтов серебра. Предводители дружин герцога, выполнившие его приказание и сжегшие город, были приговорены к позорному наказанию, показавшемуся оскорбительным их господину: каждый должен был принести на руках собаку в Магдебург — резиденцию короля. Озлобленный этим Эберхард вскоре нашёл союзника в лице Танкмара, брата короля Оттона, бывшего старше его годами. Он происходил от непризнанного церковью брака. Эберхард поднял восстание.
Пока Оттон пытался смирить мятежников, к ним примкнул Танкмар, захватил брата Оттона Генриха и «как простого раба» отправил к своему союзнику Эберхарду. Танкмар продержался недолго. Пока он укрывался в Эресбурге, королевские ратники при помощи горожан ворвались в город и убили Танкмара в церкви у подножия алтаря.
После этого Эберхард стал искать примирения с королём, в это же время, готовя другое предательство. Он сумел сойтись и столкнуться со своим пленником Генрихом, братом Оттона, и даже убедить его в том, что он имеет более справедливое право на королевский венец, в отличие его брата, так как Оттон родился в то время, когда его отец ещё был герцогом, а Генрих — когда его отец уже был избран в короли. И вот против короля образовалась большая коалиция: к двум заговорщикам присоединился герцог Лотарингский, Гизельберт, и даже западно-франкский король вошёл с ними в союз. 939 год был особенно критическим годом для Оттона, тем более что датчане и славяне воспользовались удобным случаем для нападения: приходилось одновременно биться и в Саксонии, и в Лотарингии, и на Рейне. Однако, Оттон справился со столь трудной задачей.
Ход его борьбы с противниками тяжело прослеживаем. Известно, что длилась она довольно долго, и потом Оттон неожиданно, в один день был избавлен от своих главных врагов. 2 октября вблизи Андернаха королевское войско настигло арьергард неприятеля, в котором находились и Эберхард, и Гизельберт, между тем как большая часть их войска уже успела переправиться через Рейн с богатой добычей. При неожиданном нападении Эберхард пал после отчаянного сопротивления, а Гизельберт вместе с другими беглецами бросился в лодку, собираясь переплыть реку, но лодка, переполненная людьми, пошла ко дну, и Гизельберт утонул. Так в один день 939 года, два герцогства остались без герцогов. Однако Генрих не отказался от своих обширных замыслов. Ради их выполнения он решил подослать убийц к брату, уже готовому отдать ему Лотарингское герцогство. Но заговор был открыт, заговорщики схвачены и казнены, сам Генрих бежал (941 год). Несмотря на всё это, в том же году братья помирились: Генрих покаялся и был помилован. Хотя связь всех этих явлений не совсем ясна, несомненно одно: Генрих оправдал великодушие своего брата и в дальнейшем всегда был непоколебимо ему верен.

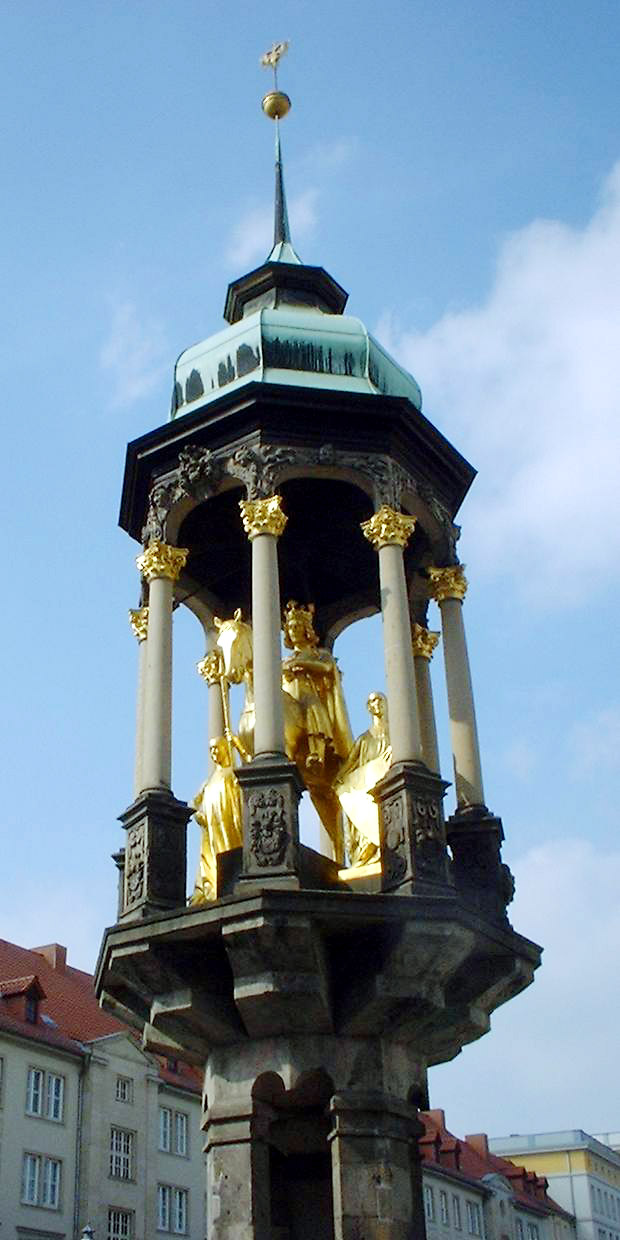
Копия конной статуи Оттона I на Старом рынке в Магдебурге

После того как Оттону пришлось так упорно биться из-за своей короны, он получил возможность спокойно жить в течение нескольких лет. Важным шагом было то, что он не восстановил герцогство Франконское, а принял эту землю в личное управление. Герцогство Лотарингское в 944 году он передал франкскому вельможе Конраду, за которого позже отдал свою дочь Лиутгарду.
В 946 году западно-франкский король Людовик, бывший союзник мятежных герцогов, вынужден был просить у Оттона помощи против своих сильных вассалов. Оттон привел ему на помощь в Галлию большое войско, до 32 тысяч человек, и победоносно дошёл до Руана, но ему не под силу было поддержать клонившееся к упадку могущество Каролингов.
В то же время в славянских марках велась ожесточённая борьба: с одной стороны — от реки Зале и среднего течения Эльбы до реки Одер, где воевал маркграф Геро, с другой — от Кильской бухты до устья Одера, где бился со славянами маркграф Герман Биллунг. Маркграф Геро пригласил к себе однажды на пир 30 старшин из земли вендов и пил вместе с ними, а когда они охмелели, приказал перебить их. Разумеется, при таких условиях распространение христианства было затруднено, хотя только оно и могло упрочить завоевания на окраинах.
Однако Оттон и здесь не упустил случая именно в это время особое внимание обратить на миссионерскую деятельность и настойчиво проводил её. На границе славянских земель возникали церковные учреждения: в 946 году — Хафельсбергское епископство, в 949 году — Бранденбургское епископство, и первые епископы этих мест были посвящены в сан архиепископом Майнцским. На севере, при новом архиепископе Гамбургском Адальдаге, миссионерская деятельность оживилась. В 948 году явились посланные из Гамбурга три новых епископа для трёх новоучреждённых на датской почве епископств — Шлезвига, Рипена (Рибе) и Аархуса (Орхус) — на местном соборе в Ингельхайме, где под председательством папского легата обсуждались важные церковные вопросы, которыми Оттон особенно внимательно занимался после кончины в 946 году своей супруги Эдиты.
В 947 году умер Бертольд, герцог Баварский, и Оттон передал герцогство своему брату Генриху, поскольку Генрих искренно признал умственное превосходство Оттона. Год спустя умер Герман Швабский, на единственной дочери которого был женат сын Оттона Людольф. К нему перешло герцогство Швабское, и таким образом было достигнуто положение, о котором и мечтать было невозможно: во главе двух герцогств стояли члены одной и той же царствующей фамилии, а два важных, Саксония и Франкония, состояли в управлении самого короля. Все правители были в самом расцвете лет: Генриху было немногим более тридцати лет, Оттону не было сорока, в лучшей поре находился и ещё один член той же благословенной семьи, своеобразно дополнивший своей деятельностью могущество Оттона.
Бруно, второй сын от брака Генриха и Матильды, в раннем возрасте поступил в монахи и предался своему призванию с поразительным при его молодости усердием: страстно любя книги, он, по замечанию одного биографа, «носился со своей библиотекой, как Израиль с ковчегом». Ещё мальчиком он обладал чрезвычайными по тому времени сведениями, а когда достиг юношеского возраста, брат-король сделал его своим канцлером и поручил ему всю государственную канцелярию. С неутомимым рвением Бруно посвятил себя занятиям государственными делами, продолжая ревностно заниматься науками. Он привлекал на службу греков, изучая их язык, и в то же время находился в постоянных отношениях с ирландскими и британскими монахами, изгнанными датчанами с родных пепелищ. Бруно отчасти разделял их аскетические воззрения, однако этот аскетизм не сдерживал его страсти к научному исследованию и прогрессу. Он и короля привлекал к своим занятиям, в которых тот находил некоторое утешение после смерти супруги, сильно опечалившей его. В середине X века в среде немецкого монашества и духовенства, в старых и новых школах монастырей — Санкт-Галленского, Райхенау, Фульды, Вюрцбургского, Корвейского, Гандерсхаймского, Кведлинбургского — видно большое умственное оживление, обещавшее принести в будущем богатые плоды. Это государство, прочно слившееся после всех волнений, обладало тем неоценимым преимуществом, что его население при всех своих частных и местных различиях все же говорило на одном языке, обладая таким объединяющим средством, какого не было ни в Испании, ни в Галлии, ни в Италии. То, что Видукинд Корвейский говорит о Генрихе I, называя его «величайшим из европейских королей, создавших обширное и сильное государство своими собственными трудами», может быть применено к сыну Генриха Оттону I.

### Первый поход в Италию

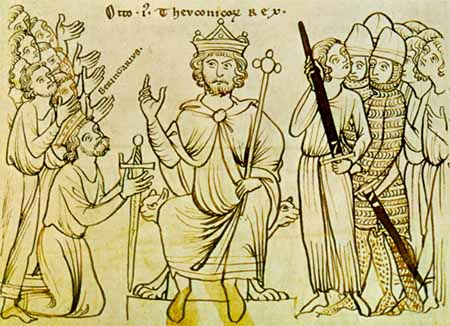
Оттон I после победы над Беренгаром, изображение XIII века

Захват маркграфом Беренгаром молодой вдовы короля Италии Лотаря Адельхейды послужил для Оттона I предлогом для вступления в Италию. Это решение привело к важным последствиям. Он собрал большие воинские силы: его брат Бруно, брат Генрих, герцог Баварский, и зять Конрад Лотарингский приняли участие в походе, а его сын Людольф выступил самовольно, хотя и безуспешно.
Беренгар не мог тягаться в силах с Оттоном. Он не сумел даже уберечь свою пленницу, нашедшую возможность ускользнуть из своего заточения. У неё в Италии были свои приверженцы, и она обладала такими личными достоинствами, что вдовый Оттон предложил ей руку. Их свадьба состоялась в том же году в Павии и была торжественно отпразднована, а молодая, прекрасная и умная Адельхейда сумела вскоре подчинить своему влиянию короля-супруга. Однако ему не удалось на этот раз восстановить империю Карла Великого и короноваться ни императорским венцом, ни «железной короной» правителей Италии. Папа, действовавший под влиянием своего брата сенатора Альбериха, не был расположен выполнить замысел Оттона, а тот и не думал захватывать императорский венец силой. Вскоре выяснилось, какие затруднения вызвало у него новое положение, в котором он оказался вследствие политического брака и формального перехода Итальянского королевства под его власть.
С Беренгаром II, сохранившим за собой титул короля Италии, Оттон первоначально справился без особых затруднений: тот в 952 году явился к нему в Магдебург, чтобы изъявить свою покорность, и получил в лен от Оттона королевство Ломбардское. На следующий год была запланирована новая встреча монархов, на которой должны были быть выработаны окончательные условия подчинения Беренгара власти германского монарха. Однако впоследствии, воспользовавшись занятостью Оттона I внутригерманскими делами, король Италии отказался от всех своих обязанностей по отношению к правителю Германии.

### Мятеж Людольфа Швабского и Конрада Лотарингского

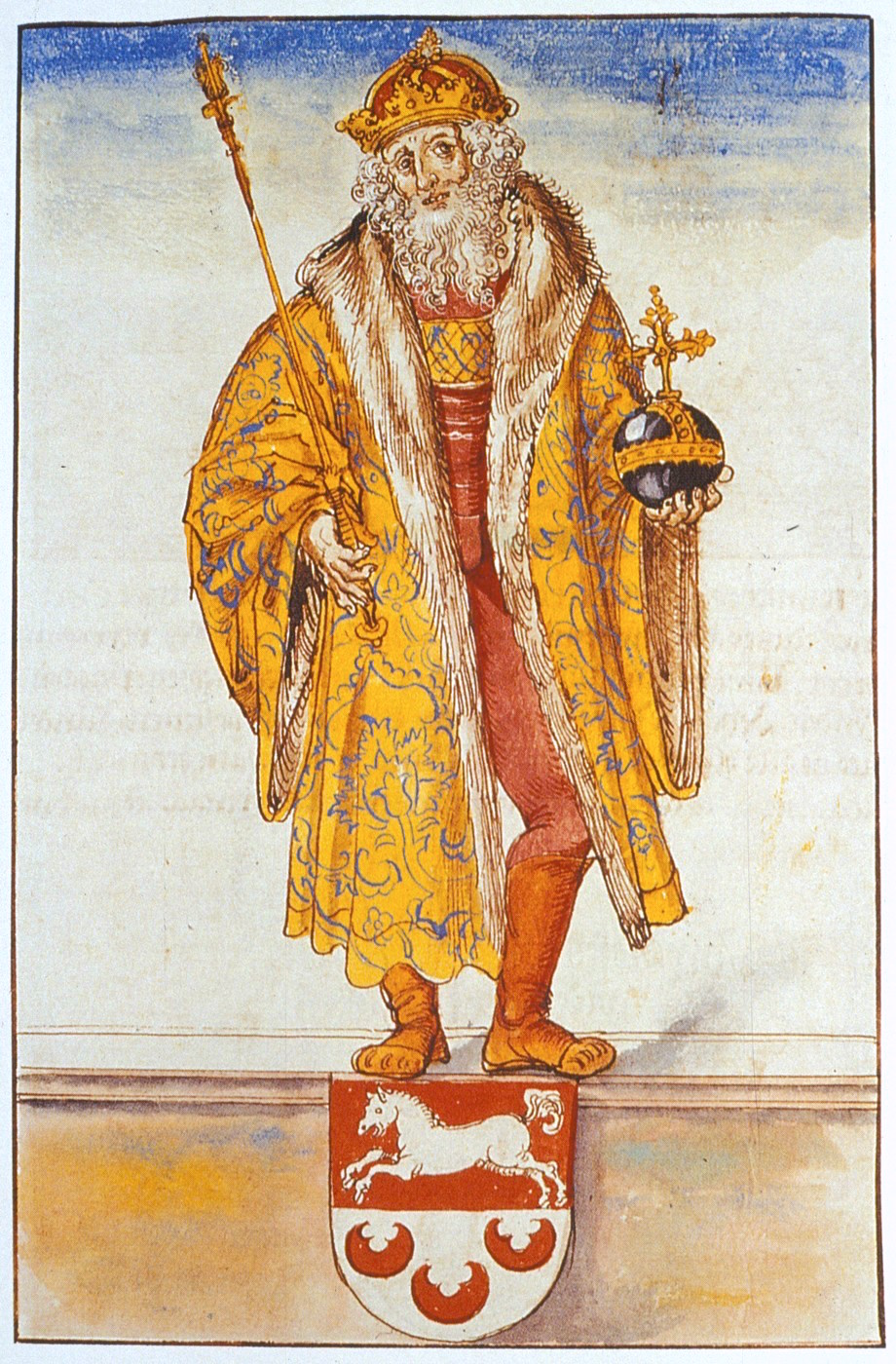
Оттон I в «Хронике саксов и Тюрингов» (ок. 1530/1535), Веймар, изображение работы Лукаса Кранаха Старшего

Маркграфства, составлявшие прежнее Фриульское герцогство, были отделены от Италии и присоединены к Баварии, где герцогом был брат Оттона Генрих, пользовавшийся при новом порядке большим влиянием и расположением королевы, что вызвало недовольство сына Оттона Людольфа, бывшего уже давно в натянутых отношениях с дядей Генрихом и зятем Оттона Конрадом Лотарингским.
Началась борьба. Сейчас невозможно сказать, действительно ли Людольф имел основание опасаться за престолонаследие после того, как Адельхейда родила сына, названного в честь деда Генрихом. К заговорщикам, пользовавшимся большой поддержкой в стране, примкнул архиепископ Фридрих Майнцский￼￼. Они заманили короля Оттона в Майнц где он надеялся покончить с ними миром. Он понял слишком поздно, что попал в западню и находится в их власти. Он был вынужден согласиться на условия, предложенные сыном и зятем, и только тогда получил свободу. Он не собирался выполнять вынужденные договоры. Вернувшись в Саксонию, он созвал в Фрицларе съезд князей и предложил на общее обсуждение притязания Людольфа и Конрада в их присутствии. Те не явились и поэтому заочно были осуждены на изгнание вместе с епископом Майнцским и лишены своих герцогств. Они были достаточно сильны, чтобы отстаивать свои права с оружием в руках, и началась война, наполнившая всю Германию громом оружия. Король с большим войском подступил к Майнцу, выдержавшему многомесячную осаду. Дело дошло до свидания обоих мятежников с королём-отцом перед воротами города: дядя Бруно резко выговаривал ослеплённому Людольфу за его проступок и заблуждение, но тщетно. Между тем, восстание охватило и Баварию, и даже в Саксонии Конраду и Людольфу удалось найти приверженцев.
В Швабии и Франконии мятежники одержали верх даже над королём — он вынужден был без успеха отступить от Регенсбурга, как и от Майнца. Только в Лотарингии перевес оказался на стороне Оттона. Здесь положение вынудило короля принять необычайный шаг: когда после смерти архиепископа Кёльнского на его место был назначен Бруно (953 год), король предоставил ему герцогские права на Лотарингию. Серьёзной политической цели у мятежников не было. О какой бы то ни было германской национальной оппозиции против итальянской политики Оттона не могло быть и речи. В основе притязаний, заявленных Людольфом и Конрадом, видны лишь чисто корыстные цели, и тщетно искать им оправдание в благородных побуждениях или заблуждениях.
Пагубные последствия этих раздоров вскоре проявились: ранней весной 954 года венгры, много раз терпевшие поражение от герцога Генриха, огромным полчищем вторглись в Баварию. Эти враги были призваны Людольфом и Конрадом, чтобы облегчить их борьбу против Оттона. Но король собрал войско, как бы для изгнания венгров из Баварии, которую они к тому времени уже успели покинуть, и подчинил себе Баварию.
Вторжение венгров многих образумило, и королевская партия вновь подняла голову. Оттон со своей стороны сумел окончательно сломить сопротивление сына и зятя, назначив в одном местечке около Нюрнберга день, когда они должны были явиться к нему для примирения. Конрад первый покорился ему и сложил оружие, явившись на съезд, на который съехались многие духовные и светские вельможи. Архиепископ Фридрих также явился и попросил себе помилование. Прибыл и Людольф, но, не преодолев ненависти к дяде, тайно уехал со съезда и ещё раз попытался прибегнуть к оружию. Несколькими месяцами позже и он прибегнул к милости короля. Вскоре после этого на одном из съездов Людольф и Конрад были лишены герцогств и коронных ленных владений, но личную собственность им оставили.
В это время умер архиепископ Фридрих, его кафедра осталась свободной, и король передал её своему побочному сыну Вильгельму. Только в 955 году сдался упорно оборонявшийся Регенсбург, и этим закончилась вторая междоусобная война в правление Оттона I.

### Битва на реке Лех

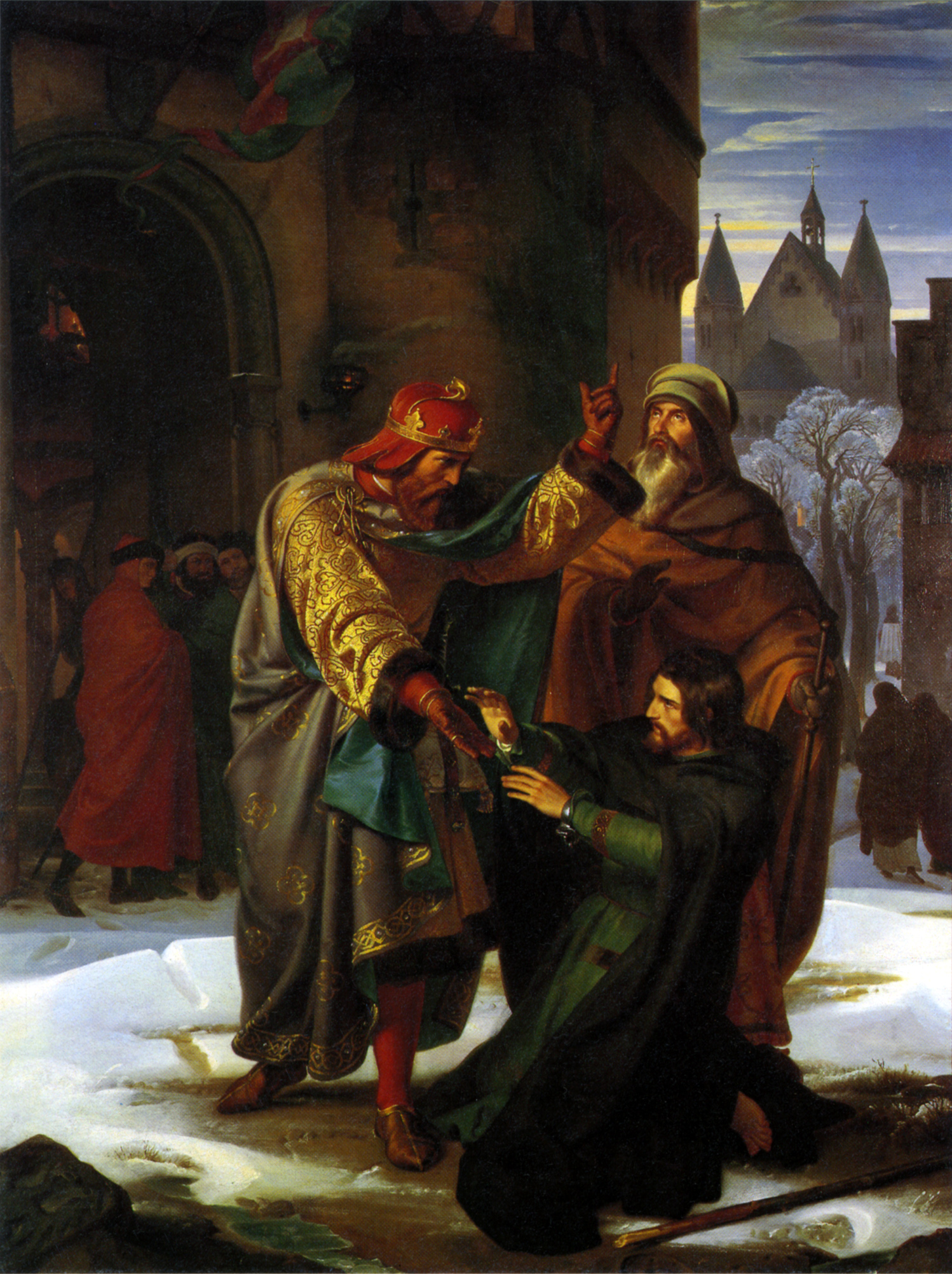
Примирение Оттона Великого с его братом Генрихом. Изображение Альфреда Ретеля

Король возвратился в Саксонию и собирался отправиться на северо-восток, чтобы одним ударом закончить борьбу со славянами (вендами), которых с трудом сдерживали его маркграфы Герман Биллунг и Геро Железный, как вдруг он узнал о предстоящем вторжении венгров и вынужден был двинуть силы на юг. Полчища врагов на этот раз были более, чем когда-либо, многочисленны и собрались в Аугсбургской долине. Сначала они направились к городу Аугсбургу, где верный приверженец короля, епископ Ульрих, призвал граждан к мужественной обороне. Однако враги отхлынули от города, только когда до них дошло известие о приближении королевского войска.
Известия о знаменитой битве при Лехе (в августе 955 года), хотя и достаточно подробны, однако не дают точной картины боя. Оттону удалось собрать не особенно многочисленное, но стройное войско из дружин его вассалов, из которых только лотарингцам не удалось прибыть к месту битвы вовремя: тут были и саксы, и баварцы, и швабы, и франки. В королевском войске находилась войсковая святыня, так называемый «ангел» — копье с изображением архангела Михаила. Бывший герцог Лотарингский Конрад искупил свою измену мужеством в борьбе против врагов отечества и пал смертью героя, а исконный враг и победитель венгров — герцог Генрих из-за болезни не смог принять участие в этой решительной битве.
Вначале битва приняла неблагоприятный оборот, поскольку часть неприятелей зашла в тыл королевскому войску и напала на его обоз. Но главная их сила не выдержала стройного натиска немцев — врезавшегося в их полчища отборного конного отряда закованных в железо и тяжело вооружённых всадников. Венгры ударились в бегство, оказавшееся для них гибельнее самой битвы. Оттон настойчиво преследовал бегущих. Его воины никого не брали в плен. Они беспощадно жгли врагов, пытавшихся укрыться в жилищах и других укромных местах. После такого страшного поражения венгры уже не дерзали вторгаться в западные страны.
В октябре того же года под личным предводительством Оттона была одержана большая победа над вендами при Регнице: голову павшего в битве вендского князя принесли королю, беспощадно обезглавили 700 пленников. В этой битве в рядах королевского войска бился и сын Оттона Людольф (в Лехском сражении он не участвовал). Вечером в день победы собравшиеся вокруг короля рыцари и вельможи приветствовали его как императора, как сообщают летописцы того времени. Теперь более, чем когда-либо, он имел право подумать о восстановлении в своем лице той императорской власти, какой некогда обладал Карл Великий.
Последние 18 лет царствования Оттона протекли более мирно и спокойно, нежели в первые 19 лет до Лехской битвы. Неутомимо занимаясь делами по внутреннему устройству государства, Оттон непрерывно переезжал из округа в округ. Там, где он появлялся, его уже ожидали накопившиеся разнообразные дела, требовавшие его разрешения, споры и тяжбы, ожидавшие его резолюции. Первым советником Оттона до самого конца оставался его брат Бруно, после смерти его третьего брата Генриха в 955 году бывшим соправителем короля. Королева Адельхейда пользовалась гораздо большим влиянием на супруга, чем его мать Матильда, которая после смерти своего сына Генриха посвятила себя исключительно духовным делам: королеве Адельхейде принадлежала честь введения и поддержания при дворе Оттона строгих обычаев и достоинства в отношениях, делавших этот двор непохожим на дворы меровингских и каролингских королей.

Священная Римская империя в X веке

### Оттон I — правитель Италии

#### Второй поход в Италию
Только в 961 году Оттон предпринял второй поход в Италию. Здесь давно изменилась прежняя ситуация, поскольку Беренгар не способен был долго выносить положение вассала. В 956 году по поручению короля Оттона его сын Людольф воевал в Италии и победил сына Беренгара Адальберта. Вскоре после этого в 957 году скончался Людольф.
Во внутреннем государственном быте эта смерть не вызвала перемен. Оттон, сын от брака с Адельхейдой, уже подрос; вместе с ним воспитывался другой Оттон, сын Людольфа. Герцогство Баварское было предоставлено 4-летнему сыну Генриха, тоже Генриху, опекуншей над которым была его мать Юдифь.
В 960 году король опять объезжал своё королевство; все знали, что вскоре он должен будет отправиться в Рим. В мае следующего года был назначен съезд епископов и светской знати в Вормсе, и здесь 7-летний Оттон, сын Оттона I и Адельхейды, был избран королём Восточно-Франкского государства и несколько дней спустя коронован в Ахене. После всего этого ради обеспечения будущего король двинулся за Альпы, куда его призывал сидевший на папском престоле Иоанн XII, притесняемый Беренгаром. Когда Оттон пришёл с войском в Ломбардию, могущество Беренгара разлетелось в прах; собранное им войско разбежалось, Оттон беспрепятственно явился под стены Рима.

#### Коронация Оттона императором и образование Священной Римской империи

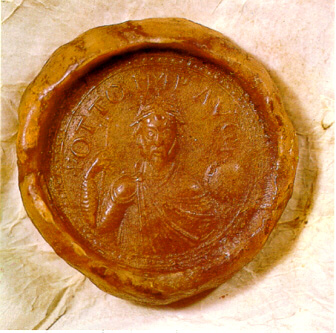
Императорская печать Оттона I

Принят Оттон был наилучшим образом: в воскресенье 2 февраля 962 года после торжественной встречи, папа вручил ему императорскую корону в церкви святого Петра, а император обещал возвратить прежние церковные владения пап. Сближение с папой было необходимо императору, поскольку он хотел осуществить многие важные планы — возвести Магдебург в архиепископство, учредить епископство в Мерзебурге. Вообще, при управлении государством Оттон более, чем какой-либо государь, вынужден был опираться на епископов, поскольку светская аристократия во многих случаях противилась возрастающему могуществу его государства.
Однако согласие с папой продолжалось недолго. Могущество императорской власти в руках Оттона представляло ощутимую силу, и порочному слабому Иоанну XII это не нравилось. Он стал общаться с Беренгаром, затевая заговор против Оттона; потом принял у себя в Риме сына Беренгара Адальберта, бежавшего к арабам. Но в ноябре 963 года император появился в Риме как победитель и взял с населения клятву, что на будущее время он никогда не изберёт папу и не допустит посвящения его в этот сан, не испросив на то согласия императора. Тут же он применил свою власть, созвав местный собор для суда над папой Иоанном XII и председательствуя на нём. В обвинительном акте был приведён длинный ряд прегрешений, которыми папа опозорил престол святого Петра. Он был смещён, и на его место избран папа Лев VIII.
Конечно, не обошлось без смут и волнений, в которых деятельное участие принимал Беренгар и его супруга Вилла, но в 963 или 964 году они попали в плен к Оттону и были отправлены им в ссылку в далёкий Бамберг. Папа Иоанн ещё раз попытался силой вернуть себе власть, однако, вернувшись в Рим, скоропостижно скончался от удара. Его партия в Риме решила по-прежнему самовольно избрать папу, но Оттон не допустил этого, вторично вступив в Рим победителем и восстановив Льва VIII на папском престоле в 964 году.

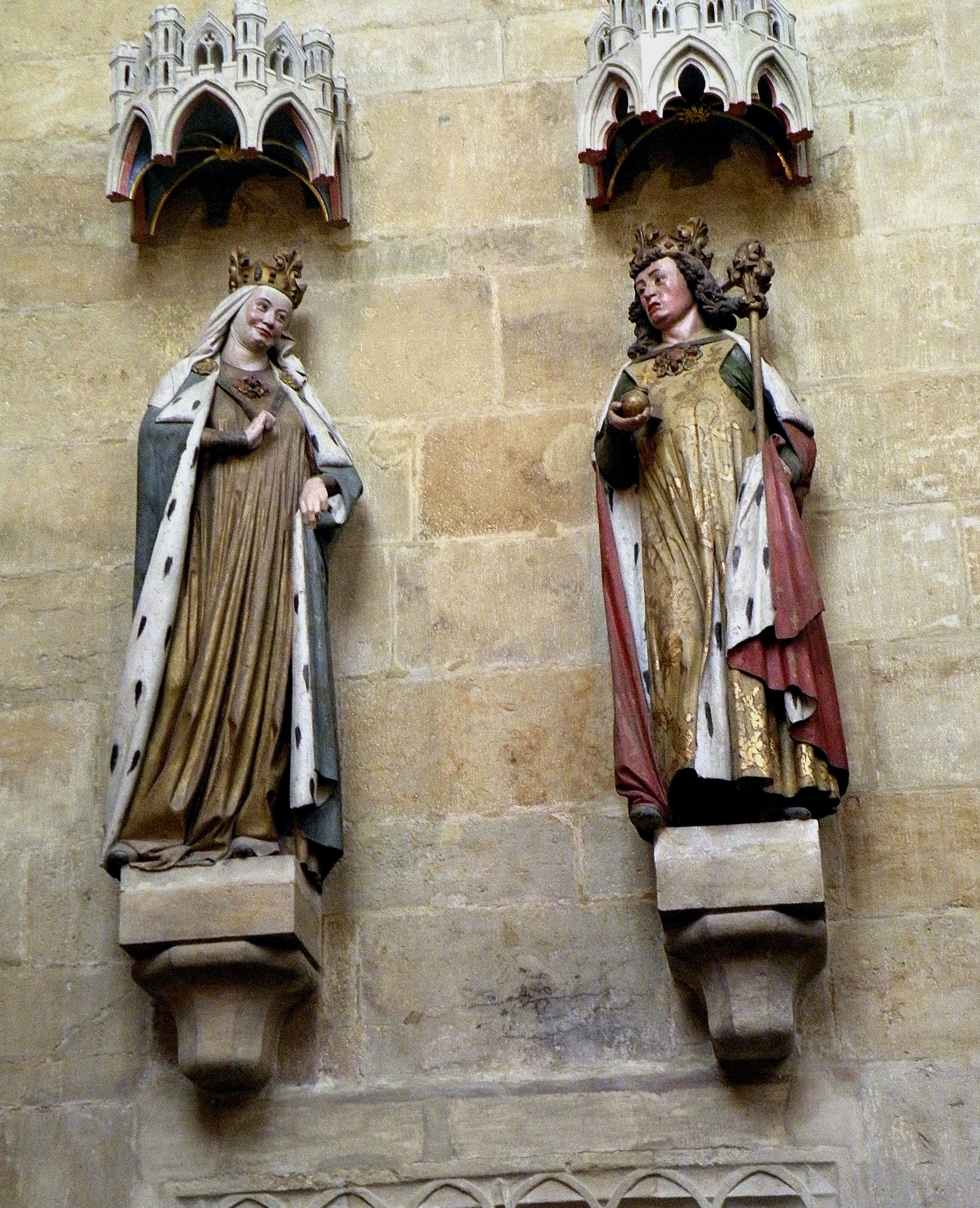
Оттон I и Адельгейда, статуи в Мейссенском соборе

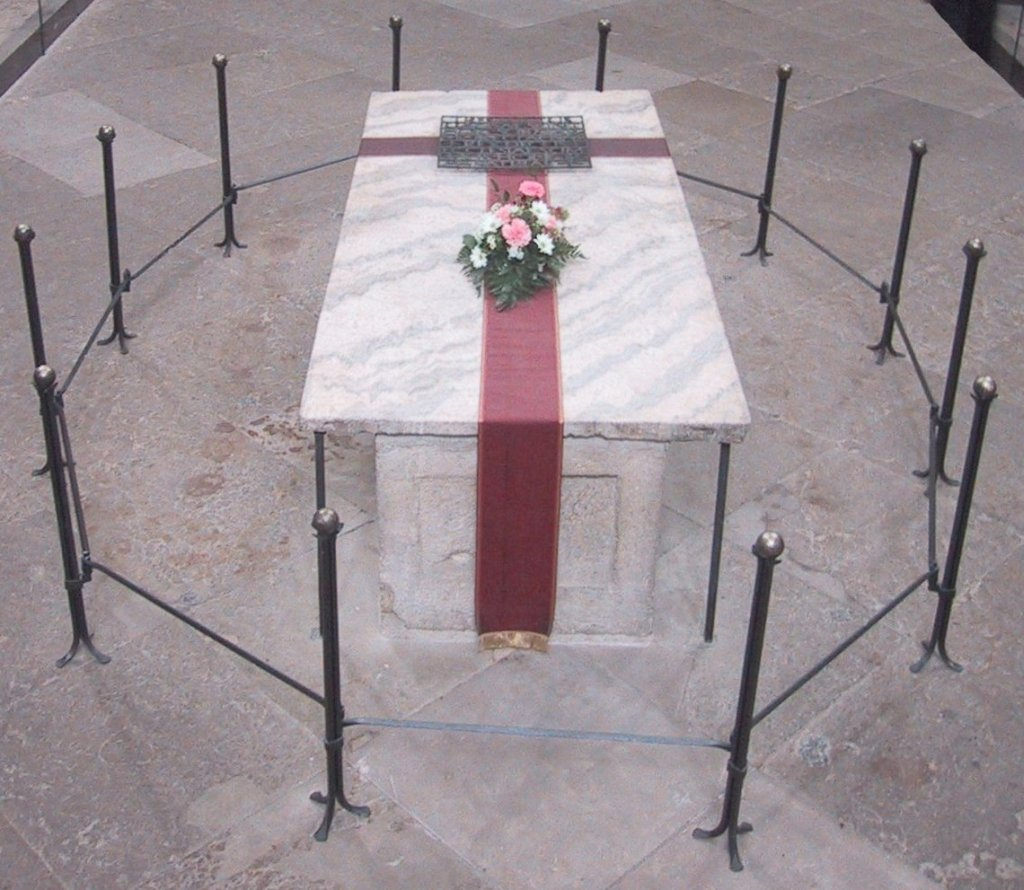
Могила Оттона I в Магдебурге

### Последние годы правления
В начале 965 года Оттон вновь был в Германии. Его мать, вдова короля Генриха, окружённая многими членами его семьи, встретила сына в епископском дворце в Кёльне и приветствовала его как императора. В том же году умер брат, друг и советник императора — архиепископ Бруно. Произошло это в такое время, когда его помощь была более всего необходима, поскольку император был занят учреждением нового Магдебургского архиепископства (архиепископ магдебургский был поставлен во главе подчинённых ему епископов в Мерзебурге, Цайце, Мейсене, Бранденбурге и Хафельсберге), и ему приходилось бороться со строптивостью высшего духовенства.
Опять собрав вельмож и князей на съезд в Вормсе, осенью 966 года Оттон в третий раз двинулся в Италию. Замена одного папы другим на этот раз была произведена согласно праву, которое присвоил себе Оттон: новый папа Иоанн XIII был предан императору и все церковные вопросы решал согласно его воле. Но дальнейшие планы, выполнить которые Оттон был намерен в это своё пребывание в Италии, не могли осуществиться так скоро, как он мечтал. Он хотел освободить полуостров из-под власти сарацин и окончательно присоединить Италию к своему государству. С этой целью он задумывал даже женить своего сына и наследника Оттона на дочери византийского императора Романа II Феофано. Юный Оттон в конце октября 967 года прибыл в Рим и в Рождество был коронован папой как будущий император. Но договориться о браке наследника удалось только после смерти императора Никифора Фоки, убитого Иоанном Цимисхием, воцарившегося на его месте. В 972 году юная Феофано прибыла в Апулию, и её свадьба с Оттоном II была отпразднована с пышностью, достойной столь высокого бракосочетания. Затем Оттон I вернулся в Германию.

### Смерть Оттона I
Пасху 973 года Оттон встретил в Кведлинбурге, в кругу своей семьи и многочисленного собрания графов, князей и епископов, съехавшихся по случаю прибытия императора в город. Вскоре после этого, 7 мая 973 года, Оттон скончался на 61-м году жизни.

### Семья
- 1-я жена: (с 929 года) — Эдит Английская (910 — 26 января 946 или 947), дочь короля Уэссекса Эдуарда I Старшего и Эльфлиды. Дети:
  - Людольф (930 — 6 сентября 957), герцог Швабии (950—954), король Италии (956—957)
  - Лиутгарда (931—953), жена с 947 года Конрада Рыжего (около 922 — 10 августа 955, Аугсбург)
- 2-я жена: (с 9 октября 951 года) — Адельгейда Бургундская (около 931 — 16 декабря 999), дочь короля Бургундии Рудольфа (Родольфо) II и Берты Швабской, вдова Лотаря II, короля Италии. Дети:
  - Генрих (952/953 — 954)
  - Бруно (953/954 — 957)
  - Оттон II Рыжий (955 — 7 декабря 983), император Священной Римской империи с 973 года
  - Матильда (955 — 7 февраля 999), аббатиса Кведлинбурга с 966 года.

От пленной славянки из полабского племени гаволян имел бастарда Вильгельма, ставшего архиепископом Майнцским (954—968).

## В кинематографе
- Чеслав Воллейко в фильме «Первый правитель».